# Hypena kanupiensis
Hypena kanupiensis là một loài bướm đêm trong họ Erebidae.